# Gecko (Oliver Heldens)
Gecko is een nummer van de Nederlandse dj Oliver Heldens uit 2014.
De originele versie van "Gecko" is instrumentaal en werd een klein hitje in Nederland en Vlaanderen. In de Nederlandse Top 40 haalde het de 34e positie, en in de Vlaamse Ultratop 50 de 46e. Een paar maanden na het uitbrengen van het origineel, bracht Oliver Heldens een versie van het nummer uit met vocalen van zangeres Becky Hill, genaamd Gecko (Overdrive). Deze versie werd in Nederland en Vlaanderen geen hit, maar was wel succesvol op onder meer de Britse eilanden en in het Duitse taalgebied.